# داني لوودر
داني لوودر (بالإنجليزية: Danny Loader) (مواليد 28 أغسطس 2000) هو لاعب كرة قدم إنجليزي يلعب كمهاجم في نادي بورتو.

## روابط خارجية
- داني لوودر على موقع الاتحاد الأوربي (الإنجليزية)
- داني لوودر على موقع قاعدة بيانات كرة القدم.إي يو (الإنجليزية)
- داني لوودر على موقع Soccerbase.com (لاعب) (الإنجليزية)
- داني لوودر على موقع Soccerway.com (الإنجليزية)
- داني لوودر على موقع عالم كرة القدم.نت (الإنجليزية)